# 6. Федис
6. Федис је одржан 09. и 10. октобра 2016. године на три локације у Београду. Фестивал је отворио редитељ Дејан Зечевић.

### ФЕДИС 2016.
| Име серије            | Број епизода | Додатан опис    |
| --------------------- | ------------ | --------------- |
| Чизмаши               | 12 епизода   |                 |
| Комшије               | 114 епизода  |                 |
| Андрија и Анђелка     | 156 епизода  |                 |
| Прваци света          | 12 епизода   |                 |
| Вере и завере         | 12 епизода   |                 |
| Луд, збуњен, нормалан | 372 епизоде  | Гост из региона |
| Куд пукло да пукло    | 331 епизода  | Гост из региона |

1. Награда за најбољу ТВ серију: Чизмаши
2. Награда за најбољу режију: Дарко Бајић (Прваци света)
3. Награда за најбољи сценарио: Наташа Дракулић (Прваци света)
4. Награда за најбољу фотографију: Ђорђе Дружетић (Комшије)
5. Награда за најбољу монтажу: Филип Дедић (Прваци света)
6. Награда за најбољи костим: Драгица Лаушевић (Комшије и Прваци света)
7. Награда за најбољу музику: Ирина Дечермић (Чизмаши)
8. Награда за најбољу глумицу: Нина Јанковић (Вере и завере)
9. Награда за најбољег глумца: Бојан Жировић (Вере и завере)
10. Награда за најбољи глумачки пар: Слобода Мићаловић и Миодраг Драгичевић (Чизмаши)
11. Специјална награда ЗЛАТНА АНТЕНА за свеукупан допринос домаћој ТВ продукцији: глумица Јелисавета Сека Саблић и сценариста Гордан Михић

#### Жири
1. Зоран Пановић (Главни и одговорни уредник листа ДАНАС)
2. Бранка Оташевић (ТВ критичарка)
3. Мери Билић (Уредница листа ПОЛИТИКА)
4. Драгана Варагић (Глумица)